# Lino Oviedo

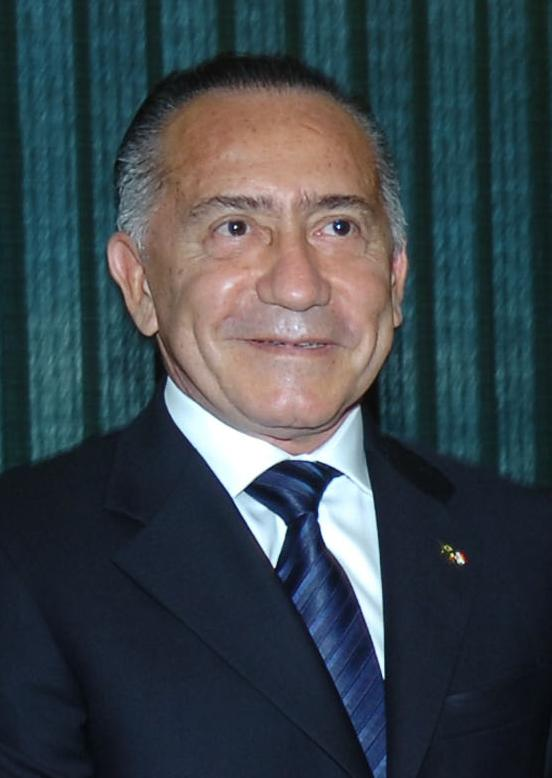
Lino Oviedo

Lino César Oviedo Silva (Juan de Mena, 23 september 1943 – Puerto Antequera, 2 februari 2013), was een Paraguayaans generaal en politicus. In de jaren 1990 speelde hij een hoofdrol in de politiek van zijn land als stafchef, putschist, presidentskandidaat en sterke man.
Oviedo groeide op in een arme familie in het departement Cordillera, en vond in het leger van dictator Stroessner de mogelijkheid om verder te komen. Hij ging voor training naar West-Duitsland en diende jaren onder generaal Andrés Rodriguez, met wie hij in 1989 een staatsgreep pleegde waarbij Stroessner werd afgezet. 
In 1993, bij het herstel van de democratie na veertig jaren, werd hij stafchef van het leger.
In zijn legerfunctie liet Oviedo zich ook in met politieke kwesties, en binnen de machtige Coloradopartij bouwde hij een eigen aanhang op. Deze blokkeerde in het parlement een voorstel van president Juan Carlos Wasmosy om twee belangrijke bruggen over te dragen aan een particuliere maatschappij, waarvan Wasmosy zelf de eigenaar was. De spanning tussen staatshoofd en legerleider liep op, en op 23 april 1996 vroeg Wasmosy aan Oviedo om zijn functie ter beschikking te stellen. Generaal Oviedo weigerde, verschanste zich in een marinebasis en zocht steun voor een staatsgreep. De Verenigde Staten, de Organisatie van Amerikaanse Staten en de buurlanden veroordeelden de actie van Oviedo, en binnen de top van de strijdkrachten vond hij weinig steun. Op 14 juni gaf hij zich over nadat een rechter een arrestatiebevel tegen hem had uitgevaardigd.
Terwijl er een rechtszaak tegen hem liep wegens insubordinatie, won hij op 7 september 1997 de kandidatuur van de regerende Coloradopartij voor het presidentschap door partijvoorzitter Luis Argaña te verslaan met een verschil van 11.000 stemmen. In zijn campagne pleitte hij voor herinvoering van de doodstraf, zei hij dat de VS zich niet met Paraguay moesten bemoeien en toonde hij zich voorstander van veelwijverij.
Zijn kandidatuur riep veel weerstand op, ook binnen de Coloradopartij, en president Wasmosy riep de kiezers op niet op Oviedo te stemmen. Op 26 maart 1998, ruim een maand voor de verkiezingen, werd hij door een buitengewoon militair tribunaal veroordeeld tot tien jaar gevangenschap wegens insubordinatie in 1996. Hij werd gevangengezet en uitgesloten van de verkiezingen. Zijn kandidaat voor het vicepresidentschap Raúl Cubas Grau nam de campagne over en werd prompt gekozen. Oviedo werd vrijgelaten en was voortaan de "man achter de macht". De regering-Cubas werd echter nauwelijks geaccepteerd door de politieke elite die het Congres beheerste, en die de arrestatie en berechting van Oviedo eiste. De onrust culmineerde voorjaar 1999 in de moord op vicepresident Luis Argaña, een steunpilaar van de oppositie. Cubas kreeg de schuld van de aanslag en werd afgezet, waarna Oviedo vluchtte naar Argentinië.
Na jarenlange ballingschap in Brazilië keerde hij in juni 2004 terug naar Paraguay. Hij werd gearresteerd en door een militair tribunaal veroordeeld tot tien jaar gevangenschap. In 2007 kwam hij op last van het Hooggerechtshof vervroegd vrij, en onmiddellijk begon hij zich voor te bereiden op de verkiezingen van 2008. Die ging hij in met een zelfopgerichte partij UNACE ((Unión Nacional de Ciudadanos Éticos - Nationale Unie van Ethische Burgers). Na de oud-bisschop Fernando Lugo en de Colorado-kandidaat behaalde hij met 22,8% de derde plaats. Ook in 2013 stelde hij zich weer kandidaat. Na een campagnebijeenkomst in Concención verongelukte hij op 2 februari met zijn helikopter in de regio Chaco.